# Belmore (Washington)
Belmore az Amerikai Egyesült Államok északnyugati részén, Washington állam Thurston megyéjében elhelyezkedő önkormányzat nélküli település.
Belmore postahivatala 1895 és 1897 között működött.

## Fordítás
- Ez a szócikk részben vagy egészben  a   Belmore, Washington című angol Wikipédia-szócikk ezen változatának fordításán alapul.  Az eredeti cikk szerkesztőit annak laptörténete sorolja fel. Ez a jelzés csupán a megfogalmazás eredetét és a szerzői jogokat jelzi, nem szolgál a cikkben szereplő információk forrásmegjelöléseként.